# Håkan Bodman
Håkan Carl Erik Bodman, född 12 oktober 1882 i Gefle församling, Gävleborgs län, död 27 april 1956 i Hedvig Eleonora församling, Stockholm, var en svensk väg- och vattenbyggnadsingenjör.
Efter reservofficersexamen 1906, och avgångsexamen från Kungliga Tekniska högskolans avdelning för väg- och vattenbyggnad 1907, blev Bodman löjtnant i Väg- och vattenbyggnadskåren 1913, kapten 1922 och major 1945. Han var ingenjör vid södra väg- och vattenbyggnadsdistriktet 1907–1909, ingenjör vid statens järnvägsbyggnader 1910–1917, byggnadschef vid Nordiska Kullager AB 1917–1920, arbetschef vid Jubileumsutställningen i Göteborg 1920–1924 och verkställande direktör för Järnvägs AB Stockholm-Saltsjön 1924–1931. Bodman är begravd på Lidingö kyrkogård.